# Una Salud

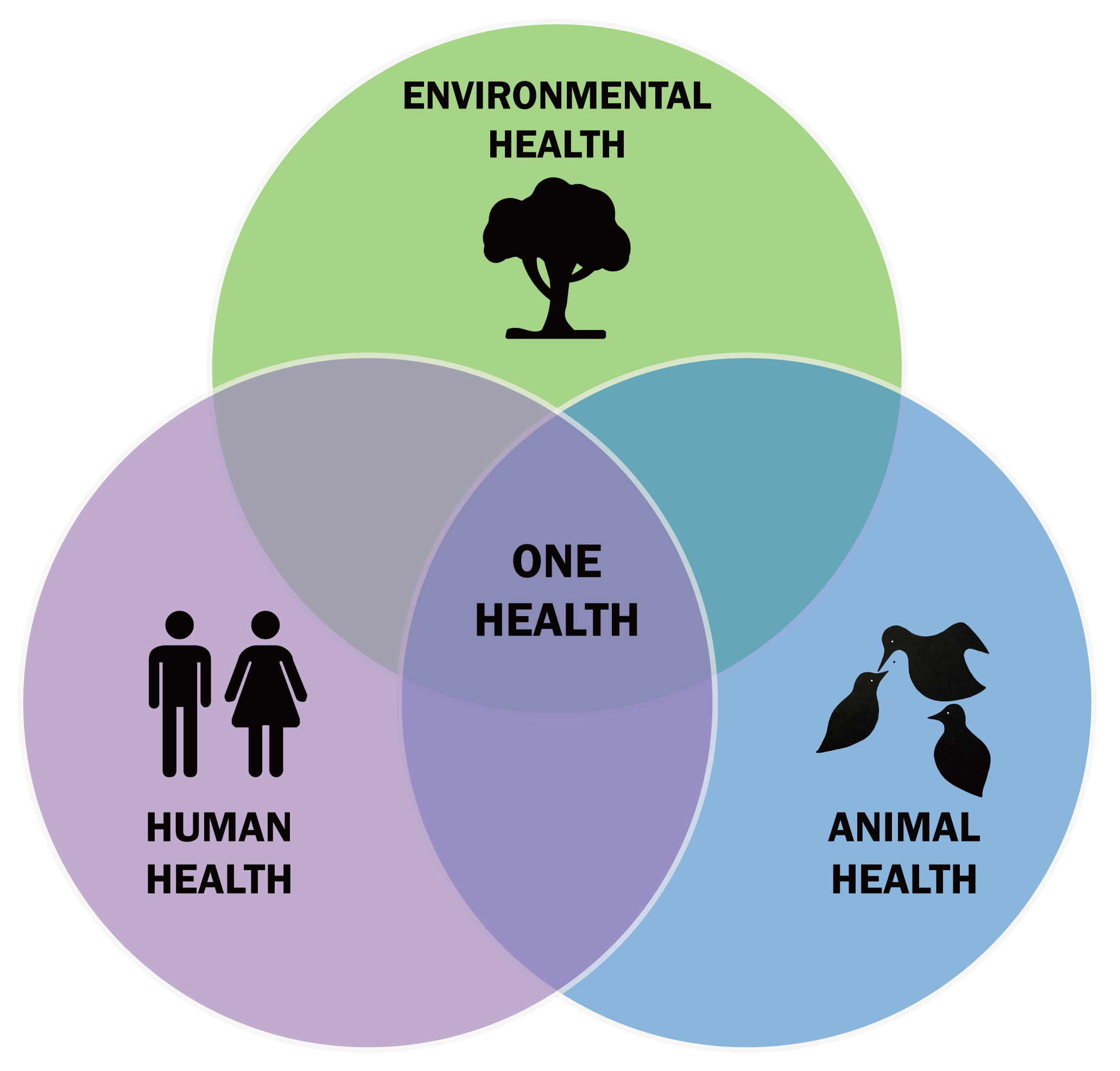
"Una Salud" es en la intersección de salud humana, salud animal, y salud medioambiental.

Una Salud (One Health en inglés) es definido por la Organización Mundial de la Salud como un enfoque dirigido a la colaboración en múltiples niveles del Estado privados para alcanzar los mejores resultados posibles de política pública en salud. El Grupo de Trabajo de la Iniciativa One Health (OHITF) lo define como "los esfuerzos de colaboración de múltiples disciplinas que trabajan a nivel local, nacional y mundial, para lograr una salud óptima para las personas, los animales y nuestro medio ambiente".

## Historia
La idea de que los factores medioambientales pueden impactar la salud humana se puede remontar hasta los tiempos del médico griego Hipócrates (c. 460 a. C.– c. 370 a. C.) en su tratado "Sobre Los Aires, Aguas, y Lugares". Hipócrates promovió el concepto que la salud pública dependía de un entorno limpio. A mediados de los 1800s, Rudolf Virchow, un médico, reconoció el enlace entre medicina animal y humana, ideó el término zoonosis para describir una enfermedad que puede ser transmitida de animales a humanos, y abogó activamente  por la educación médica veterinaria. La fundación de la División de Salud Pública Veterinaria en los Centros para el Control y Prevención de Enfermedad (CDC) en 1947 por James H. Steele, un veterinario especializado en salud pública, ayudó a entender la forma en la que las enfermedades están extendidas entre animales y humanos, más conocida como epidemiología de enfermedades zoonoticas. Calvin Schwabe, otro veterinario entrenado en salud pública, acuñó el término One Health en un texto de medicina veterinaria en 1964, el cual refleja las semejanzas entre medicina animal y humana y acentúa la importancia de colaboración entre veterinarios y médicos para ayudar solucionar problemas de salud global. En 2004, la Wildlife Conservation Society organizó una conferencia en la Universidad Rockefeller en Nueva York llamada One World, no One Health, en la cual fueron creados los doce Principios de Manhattan. Estos principios destacaron los vínculos entre humanos, animales y el entorno, cómo estos vínculos son integrales para entender la dinámica de una enfermedad, y la importancia de enfoques interdisciplinarios dirigidos hacia prevención, educación, inversión y desarrollo de políticas.
Debido a los temores mundiales en torno a los brotes de influenza H5N1 de principios y mediados de la década de 2000, la Asociación Médica Veterinaria Estadounidense estableció un Grupo de Trabajo de la Iniciativa One Health en 2006, la Asociación Médica Estadounidense aprobó una resolución One Health para promover la asociación entre organizaciones médicas veterinarias y humanas en 2007, y se recomendó un enfoque One Health como respuesta a los brotes mundiales de enfermedades en 2007. Sobre la base de estas iniciativas, la Organización de las Organización de las Naciones Unidas para la Alimentación y la Agricultura (FAO), la Organización Mundial de Sanidad Animal (OIE) y la Organización Mundial de la Salud (OMS) se unieron con el Fondo de las Naciones Unidas para la Infancia (UNICEF), la Coordinación de Influenza del Sistema de las Naciones Unidas y el El Banco Mundial para desarrollar un marco de trabajo titulado "Contributing to One World, One Health-A Strategic Framework for Reducing Risks of Infectious Diseases at the Animal-Human-Ecosystems Interface” en 2008, reiterando las recomendaciones para una salud mundial con enfoque One Health. Este marco se amplió y las organizaciones antes mencionadas pasaron a desarrollar políticas implementables en torno a One Health en la reunión de Stone Mountain, que se celebró en mayo de 2010 en Georgia.
Las primeras reuniones internacionales sobre el tema One Health se celebraron en 2011 tanto en África como en Australia. En 2012, Barbara Natterson-Horowitz, médica, y Kathryn Bowers, periodista científica, publicaron el libro Zoobiquity, que destaca estudios de caso de paralelismos entre la salud animal y humana. Este libro ha encabezado iniciativas de investigación interdisciplinaria, así como una serie de conferencias de Zoobiquity que se han celebrado tanto en los Estados Unidos como a nivel internacional. En 2016, The One Health Commission, One Health Platform y One Health Initiative Team declararon al 3 de noviembre como el Día Internacional OneHealth. Las organizaciones pueden enviar detalles del evento para el día Internacional One Health a través del sitio web de One Health Commission para obtener reconocimiento mundial.
En 2019, la senadora Tina Smith y el representante Kurt Schrader presentaron la Ley de Preparación para Emergencias Avanzadas a través de One Health en el Senado y la Cámara de Representantes de los Estados Unidos, respectivamente. Esta legislación bipartidista requeriría que el Departamento de Salud y Servicios Humanos, el Departamento de Agricultura y otras agencias federales desarrollen un plan coordinado para crear un Marco de Salud Única para ayudar a preparar respuestas a enfermedades zoonóticas y prevenir brotes de enfermedades.

## Organizaciones líderes
La Comisión One Health es una organización sin ánimo de lucro que tiene como misión conectar a las personas y crear relaciones en los sectores de salud humana, animal y ambiental, así como educar al público sobre estos problemas con la intención de mejorar la salud global. En 2007, Roger K. Mahr de la Asociación Norteamericana de Medicina Veterinaria, Jay H. Glasser de la Asociación Estadounidense de Salud Pública y Ronald M. Davis de la Asociación Médica Estadounidense se reunieron como enlaces con otros profesionales de las ciencias de la salud, académicos, estudiantes, trabajadores gubernamentales y científicos de la industria para crear un grupo de trabajo y tener teleconferencias para discutir acerca del concepto One Health. Este grupo de trabajo creó un informe en 2008 que describía recomendaciones para crear un comité directivo conjunto, implementar mejores esfuerzos de comunicación, planificar estudios nacionales, desarrollar una Comisión One Health, crear equipos asesores, establecer reuniones nacionales e involucrar a médicos, y estudiantes de veterinaria y salud pública. La Comisión One Health se creó oficialmente en Washington D. C. en 2009, con Roger Mahr como director ejecutivo fundador.  En 2010 se presentó una solicitud de propuesta para un socio institucional y se seleccionó a la Universidad Estatal de Iowa como lugar principal de operaciones.  En 2013, Roger Mahr se retiró de la comisión y el lugar de operaciones se trasladó al Research Triangle Park, en Carolina del Norte, donde reside actualmente.  La actual directora ejecutiva es Cheryl Stroud, una veterinaria que ocupa el cargo desde 2013.
La Iniciativa One Health es un movimiento interdisciplinario para crear colaboraciones entre organizaciones de salud animal, humana y ambiental, incluyendo la Asociación Médica Veterinaria Americana, la Asociación Médica Americana, los Centros para el Control y Prevención de Enfermedades, el Departamento de Agricultura de los Estados Unidos y la Asociación Nacional de Salud Ambiental de los Estados Unidos, entre otros. La página web fue creada por un equipo pro bono de Laura H. Kahn, Bruce Kaplan, Thomas P. Monath, Jack Woodall y Lisa A. Conti para crear una lista de distribución por correo electrónico, así como un repositorio para noticias e información correspondiente a One Health. Actualmente, 1.252 personas de 76 países están en dicha lista y 972 personas están en la lista de defensores de la iniciativa. La plataforma One Health es una red científica de referencia que une a investigadores y expertos de One Health para comprender y prepararse mejor para brotes de enfermedades zoonóticas transmitidas de animales a humanos y resistencia a antibióticos, incluyendo una mejor comprensión de los factores ambientales que afectan la dinámica de las enfermedades. La organización tiene nueve objetivos, en los que se incluyen la difusión de resultados de investigación en reuniones bienales, la identificación de brechas de conocimientos sobre el tema de estudio, la involucración de los responsables políticos, el establecimiento de un grupo de rastreo de amenazas biológicas, la conexión entre One Health y la seguridad sanitaria mundial, compartir datos, servir como red de referencia al gobierno, fomentar las colaboraciones, implementar políticas y aumentar la concienciación durante el día de One Health. La junta directiva está compuesta por Ab Osterhaus, John Mackenzie y Chris Vanlangendock. La plataforma One Health es responsable de organizar la reunión del Congreso Mundial One Health cada año. 
La Organización Mundial de la Salud (OMS) fue creada el 7 de abril de 1948 y, desde entonces, se ha ampliado hasta incluir 150 oficinas nacionales y seis oficinas regionales, además de su sede en Ginebra, Suiza. La OMS es la principal autoridad de la salud mundial en las Naciones Unidas. En 2008, la OMS fue un socio en el establecimiento de un marco estratégico para One Health con el fin de abordar los problemas mundiales de salud. En septiembre de 2017, se incluyó en la página web de la OMS una página especial para One Health donde se definía dicha iniciativa y se destacaban las áreas temáticas más importantes de esta, como la seguridad alimentaria, las enfermedades zoonóticas y la resistencia a los antibióticos. La Organización Mundial de Sanidad Animal se creó como la Oficina Internacional de Epizootias (OIE) a través de un acuerdo internacional, firmado el 25 de enero de 1924, gracias a la necesidad de combatir los brotes de enfermedades animales. Se convirtió oficialmente en la Organización Mundial de Sanidad Animal en 2003, pero mantuvo su antiguo acrónimo y su sede en París, Francia. A partir de 2018, la OIE ya contaba con 182 países miembros y actualmente se gestiona mediante una Asamblea Mundial de Delegados que incluye representantes de cada país miembro. También fue un socio en el establecimiento de un marco estratégico de One Health en 2008. La OIE trabaja para mantener la transparencia en lo relativo a las enfermedades animales mundiales, la recopilación y distribución de información veterinaria, la publicación de normas para el comercio internacional de animales y productos animales, la mejora de los servicios veterinarios a nivel mundial y para promover el bienestar animal y la seguridad alimentaria. Junto con la OMS, la OIE organiza talleres sobre cómo implementar redes y prácticas de One Health para mejorar los servicios sanitarios en los países miembros. La Organización de las Naciones Unidas para la Alimentación y la Agricultura (FAO) es un organismo de las Naciones Unidas, fundado en 1945, para atender las necesidades mundiales de seguridad alimentaria. Es una organización que representa a 194 países miembros. En 2011, la FAO presentó un plan de acción estratégico para One Health, cuyo objetivo era fortalecer la seguridad alimentaria mediante la mejora de los sistemas de producción animal y servicios veterinarios, e hizo un llamamiento a la acción para mejorar las colaboraciones entre los sectores de sanidad animal, humana y ambiental. La FAO trabaja estrechamente con la OIE y la OMS, en conjunto como las organizaciones Tripartita, y publicó una nueva guía para abordar las enfermedades zoonóticas con un marco de One Health en 2019
Los Centros para el Control y la Prevención de Enfermedades (CDC), ubicados en Atlanta,Georgia, es una agencia del Departamento de Salud y Servicios Humanos de los Estados Unidos . Los CDC fueron fundados en 1946 por Joseph Mountin para prevenir la propagación de la malaria. Los CDC crearon la oficina One Health en 2009, convirtiéndose en la primera agencia federal de los Estados Unidos en tener una oficina dedicada a este campo. Esta oficina trabaja junto con otras organizaciones de salud animal, humana y ambiental tanto dentro de los Estados Unidos como en todo el mundo para aumentar la conciencia One Health y desarrollar herramientas para ayudar a fortalecer los movimientos One Health. La Oficina One Health de los CDC participa en múltiples iniciativas, incluido el trabajo para implementar un proceso de priorización de enfermedades zoonóticas, la creación de paquetes de acción de la agenda de seguridad sanitaria global, la supervisión de la Coalición de Educación sobre Zoonosis, el desarrollo de directrices con la Asociación Nacional de Veterinarios de Salud Pública Estatal y la ayuda a la educación sobre la influenza en jóvenes involucrados con la agricultura. Además, la Oficina One Health de los CDC organiza seminarios web mensuales, titulados Zoonoses and One Health Updates Calls, para educar al público sobre los problemas de One Health, incluyendo la seguridad alimentaria, la resistencia a los antimicrobianos y los brotes recientes de enfermedades.

## Esfuerzos internacionales
El proceso de priorización de enfermedades zoonóticas One Health está dirigido por los CDC, que organiza talleres a nivel internacional para priorizar qué enfermedades zoonóticas son las más preocupantes y ayuda a los países a desarrollar planes de acción para abordar esas enfermedades. El proceso involucra de 3 a 6 facilitadores neutrales que representan los sectores de salud humana, animal y ambiental, hasta 12 miembros votantes que representan la salud humana/salud pública, agricultura/ganadería, vida silvestre/pesca, el medio ambiente y otros sectores gubernamentales relevantes, y de 10 a 15 asesores de organizaciones internacionales como los CDC, OMS, FAO u OIE, socios académicos, ONGs u otros sectores gubernamentales que no están directamente involucrados en enfermedades zoonóticas. La Oficina One Health de los CDC capacita a los facilitadores y prepara un taller para adquirir recursos, identificar participantes, revisar enfermedades zoonóticas y confirmar la logística. Se han llevado a cabo talleres completos en una variedad de países como Pakistán, Tanzania, Tailandia, Uzbekistán, China y los Estados Unidos, considerando la organización de más talleres a futuro. Las enfermedades más comúnmente priorizadas en todo el mundo incluyen la rabia, brucelosis, influenza, virus del Ébola y fiebre del Valle del Rift.